# Дэвис, Дай
Уильям Дэвид Дэвис (англ. William David Davies; 1 апреля 1948, Glanamman, Кармартеншир — 10 февраля 2021) — валлийский футболист, играл на позиции вратаря.

## Биография

### Клубная карьера
В детстве и подростковом возрасте занимался регби, но затем сосредоточился на футболе. Воспитывался в академии клуба «Суонси Сити». Дебютировал за «Суонси» во Втором дивизионе 22 апреля 1960 года в матче с «Честерфилдом». В новом сезоне он сыграл за «Суонси» восемь матчей.
В декабре 1970 года Дэвис перешёл в «Эвертон»; сумма трансфера составила 40 000 фунтов стерлингов. В составе «ирисок» Дэвис играл в течение семи сезонов, но он проигрывал конкуренцию основному вратарю Гордону Уэсту и его дублёру Дэвиду Лоусону. В 1974 году он играл на правах аренды в «Суонси». После возвращения из аренды он закрепил за собой место основного вратаря «Эвертона». Всего во всех турнирах сыграл за «Эвертон» 94 матча.
В сентябре 1977 года перешёл в «Рексем», в составе которого в 1978 году выиграл Кубок Уэльса и чемпионский титул Третьего дивизиона. Дэвис был лучшим вратарём «Рексема» и в сезоне 1978/79 установил клубный рекорд, пропустив 42 мяча. В 1981 году вернулся в «Суонси», в составе которого играл в течение двух сезонов.
В последующие годы играл за «Транмир Роверс», «Бангор Сити» и закончил карьеру в «Рексеме».

### Карьера в сборной
За сборную Уэльса сыграл 52 матча.

### После футбола
После завершения карьеры работал футбольным комментатором, экспертом на телевидении и был владельцем компании, специализирующейся на фитотерапии.

### Смерть
Скончался 10 февраля 2021 года от рака поджелудочной железы в возрасте 72 лет.

## Достижения
«Рексем»
- Чемпион Третьего дивизиона (1): 1977/78
- Обладатель Кубка Уэльса (1): 1977/78